# Чолхов
Чолхов - село в Климовському районі Брянської області Росії. Адміністративний центр Чолховського сільського поселення.

## Географія
Село знаходиться в південно-західній частині Брянської області, в зоні хвойно-широколистяних лісів, в межах Поліської низовини, на правому березі річки Трубіж, при автодорозі 15К-1201, на відстані приблизно 15 кілометрів (по прямій) на південний захід від Климова (адміністративного центру району). Абсолютна висота — 129 метрів над рівнем моря.

### Клімат
Клімат характеризується як помірно континентальний, з помірно теплим літом і відносно м'якою зимою. Середньорічна багаторічна температура повітря становить 5,2 °С. Середня температура повітря найтеплішого місяця (липня) — 18,2 °С (абсолютний максимум — 36 °C); найхолоднішого (січня) — -8,1 °С (абсолютний мінімум — -37 °С). Безморозний період триває в середньому 158 днів. Середньорічна кількість атмосферних опадів становить 590 мм, із яких більша частина випадає в теплий період. Сніговий покрив тримається протягом 113 днів.

## Історія
У Речі Посполитій вперше згадується в першій половині XVII століття як шляхетський маєток, центр волості.
Після поділу Речі Посполитої село увійшло до складу Новозибківського повіту Чернігівської губернії. 20 листопада 1917 року село було оголошено частиною Сіверщини у складі УНР. 25 грудня 1917 року село включено до складу Української Радянської Республіки.
25 березня 1918 року згідно з Третьою Статутною грамотою село оголошувалось у складі Білоруської Народної Республіки. Проте до травня 1919 року воно входило до складу Чернігівської губернії УРСР, після чого було передано до Гомельської губернії РРФСР, а після ліквідації губернії в 1926 році — до Брянської губернії.
З 1929 року входить до складу Чуровицького району Клинцівського округу, з 1932 року — Климовського району Західної області, у 1937 році передано Орловській області. У 1944 році увійшло до складу Чуровицького району Брянської області. Із 1956 року знову в складі Климовського району.

## Населення
| 2010 | 2013 |
| ---- | ---- |
| 424  | ↘411 |

### Національний склад
Згідно з результатами перепису 2002 року, у національній структурі населення росіян становить 96 % із 503 осіб.